# Schlafender Löwe (Bytom)

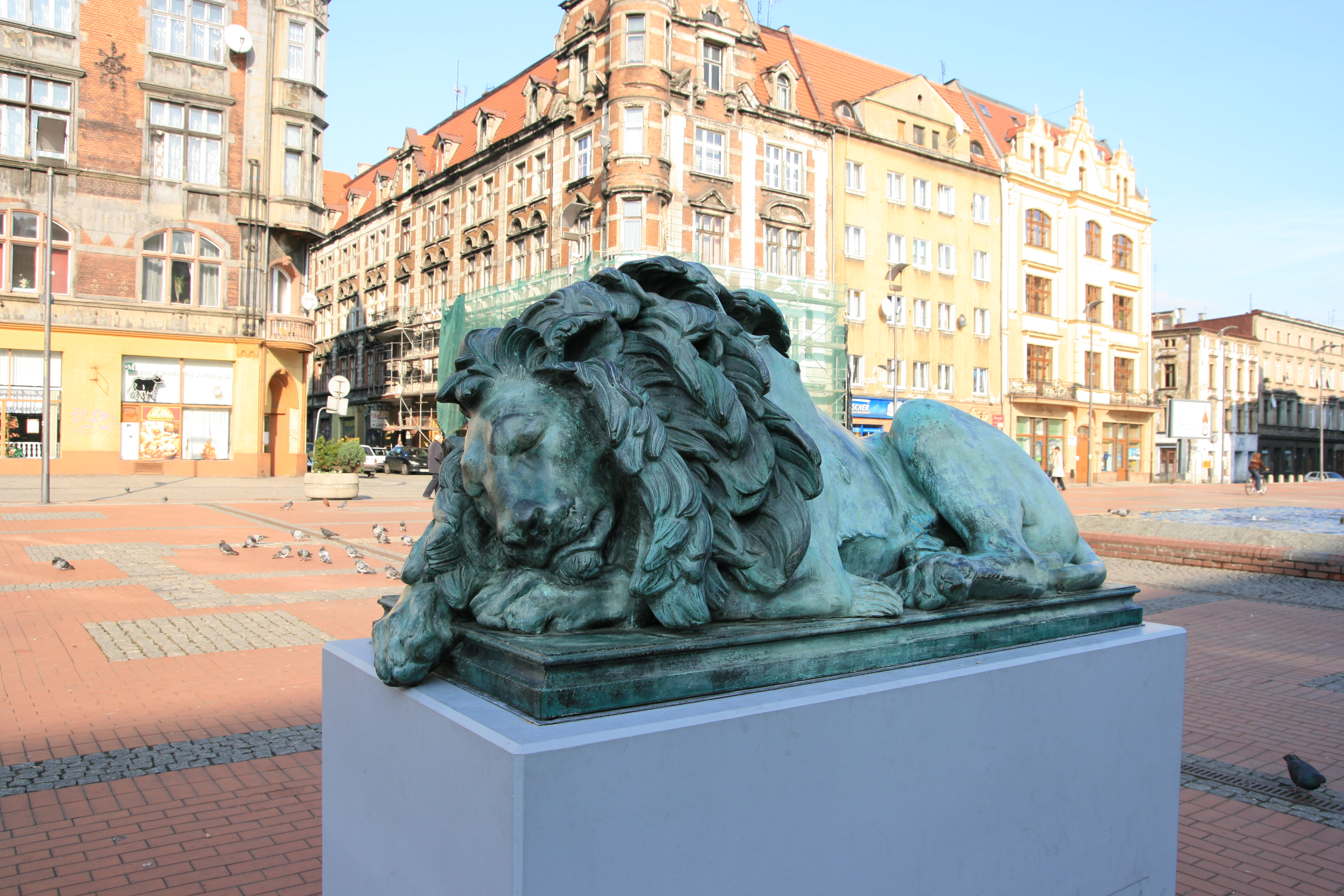
Schlafender Löwe auf dem Ring in Bytom

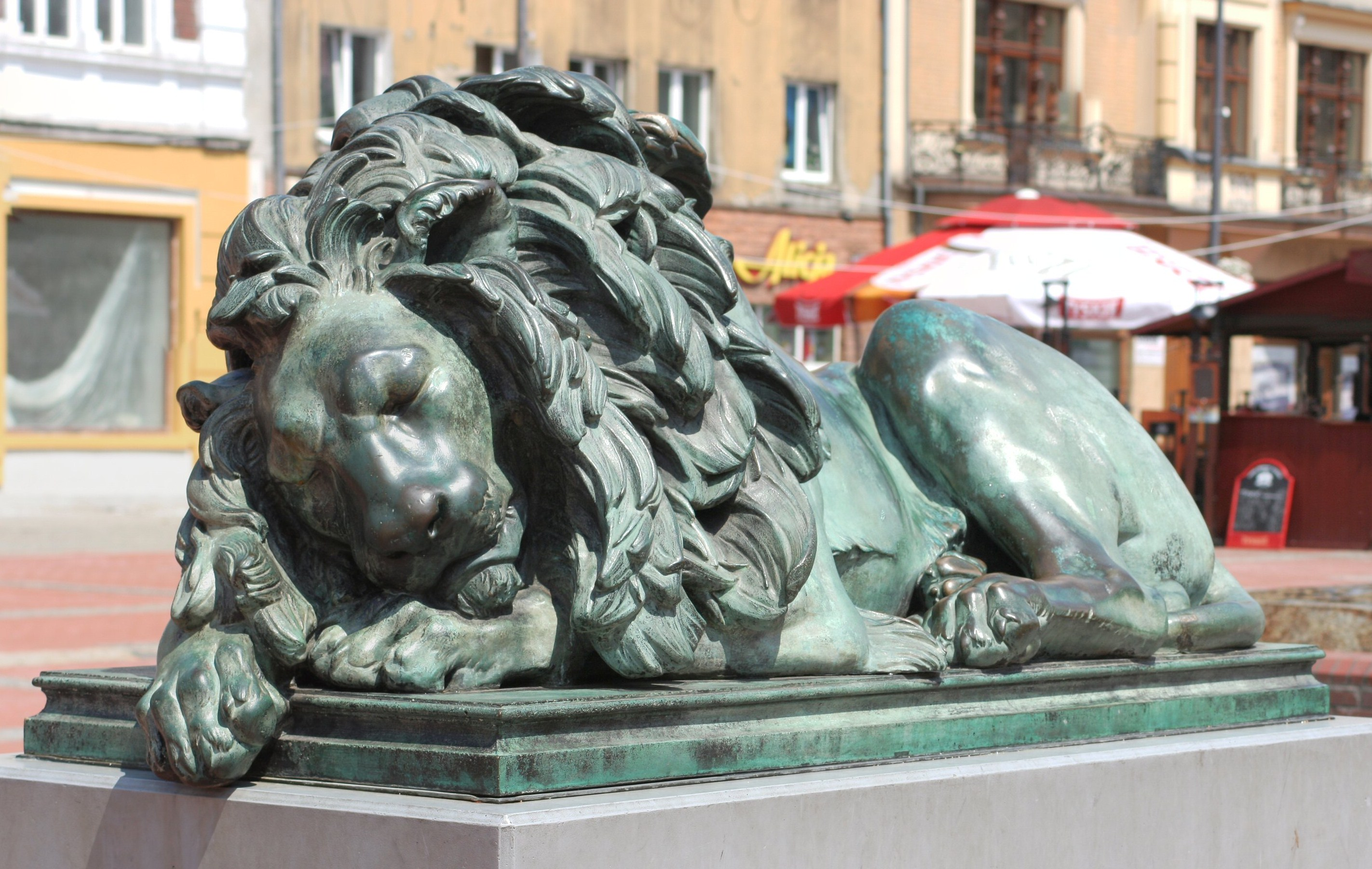
Der Schlafende Löwe

Der Schlafende Löwe in Bytom (Beuthen O.S.) ist eine Löwenskulptur auf dem Ring (zentraler Platz in der Altstadt) aus dem 19. Jahrhundert. Die Skulptur stellt einen liegenden Löwen dar, mit gesenktem, auf den Vorderpfoten abgestütztem und seitlich nach links gedrehtem Kopf.
Der Löwe ist eine Nachbildung des Schlafenden Löwen von Theodor Kalide aus dem Jahr 1824. Sie wurde 1873 in der Berliner Gießerei Gladenbeck aus Bronze gegossen. Sie war Bestandteil des Denkmals für die Gefallenen im Deutsch-Französischen Krieg von 1870 bis 1871 aus dem Landkreis Beuthen.
Im 20. Jahrhundert wurde das Denkmal zunächst auf den Plac Akademicki  und danach in den Stadtpark umgesetzt. Zwischen 1952 und 1953 oder in den 1960ern verschwand das Denkmal aus Bytom.
2006 wurde die Löwenskulptur wiederentdeckt, sie befand sich auf dem Gelände des Warschauer Zoos. Zunächst war die Warschauer Stadtverwaltung nicht bereit, die Löwenskulptur an Bytom zu übergeben. Bytom sollte lediglich eine neue Kopie erhalten. 2008 kehrte die Skulptur jedoch nach Bytom zurück und wurde am 4. Oktober 2008 auf dem Ring feierlich enthüllt.